# Języki italoceltyckie
Języki italoceltyckie – hipotetyczna podrodzina językowa w obrębie języków indoeuropejskich skupiająca języki italskie oraz celtyckie. 
Według kontrowersyjnej, nie uznawanej przez część językoznawców hipotezy, języki te pochodzą od wspólnego języka praitaloceltyckiego. Najbardziej znanym argumentem za istnieniem tej grupy jest fakt posiadania przez zarówno języki italskie jak i celtyckie tematycznego dopełniacza z końcówką -i. Jednak według Calverta Watkinsa zbieżność ta wynika z ich bliskich kontaktów geograficznych w początkowych fazach rozwoju. Obie grupy posiadają także jeden czas przeszły w miejsce praindoeuropejskiego aorystu i perfectum. 